# Niceto Alcalá-Zamora y Torres
Niceto Alcalá-Zamora y Torres (Priego de Córdoba, 6 luglio 1877 – Buenos Aires, 18 febbraio 1949) è stato un politico e giurista spagnolo.

## Biografia
Venne eletto deputato alle Cortes nel 1905. Fu ministro dei Trasporti e opere pubbliche dal 1917 al 1918 per il partito liberale. Fu un oppositore del regime di Miguel Primo de Rivera e nel 1930 fu uno dei promotori da destra della fine della monarchia e della nascita della repubblica in Spagna. Fu Presidente del Consiglio provvisorio della Seconda repubblica spagnola dal 14 aprile al 14 ottobre 1931.
Venne poi eletto primo presidente della Seconda repubblica spagnola il 10 dicembre 1931. Utilizzò tutta la sua autorità affinché uscissero dal governo nel novembre 1935 gli esponenti del partito di destra CEDA e l'occasione gli fu data dalla nascita del governo guidato per pochi mesi dal suo amico Manuel Portela. Il 7 aprile 1936, dopo la vittoria elettorale dei progressisti, fu posto sotto accusa e sostituito l'11 maggio.

### L'incriminazione
Il 7 aprile 1936 Indalecio Prieto e Manuel Azaña proposero di incriminare il presidente della Repubblica Niceto Alcalá-Zamora y Torres per aver sciolto il Parlamento, in quanto si sarebbe arrogato un potere di cui non disponeva (la Costituzione prevedeva che se il presidente della Repubblica scioglieva due volte il Parlamento poteva essere deposto). Alcalá-Zamora, che era sempre stato inviso alla sinistra, fu destituito e dopo un mese sostituito da Manuel Azaña. L'operazione era volta a vincere le incertezze del PSOE nominando presidente della Repubblica Azaña, che avrebbe a sua volta lasciato il posto di presidente del Consiglio a Prieto. Prieto fu incaricato di formare il nuovo governo, ma l'opposizione di Francisco Largo Caballero fece sfumare tutto e fu quindi nominato il leader autonomista galiziano Santiago Casares Quiroga.
Costretto a dimettersi, si trasferì in Francia. Allo scoppio della guerra civile spagnola si trovava in Norvegia e non tornò più in Spagna, rifugiandosi prima in Francia e poi in Argentina.
Le sue spoglie ritornarono in Spagna nel 1979.